# Abdul Rahman Khleifawi
Abdul Rahman Khleifawi (Árabe: عبد الرحمن خليفاوي)  fue un político sirio que ocupó el cargo de Primer Ministro de Siria con la Presidencia Hafez al-Assad desde 1971 sucediendo a Hafez al-Assad y nuevamente desde 1976 a 1978 durante dos años.

## Biografía
Khleifawi nació en 1930. Dedescendia argelí, originalmente de Draâ Ben Khedda.
Khleifawi hizo su carrera militar y ocupó en dos ocasiones el cargo de Primer Ministro de Siria. La primera de ellas desde el 3 de abril de 1971 al 21 de diciembre de 1972, siendo el primer ministros bajo la presidencia de Hafez al-Assad. La segunda de ellas del 7 de agosto de 1976 al 27 de marzo de 1978. También ocupó los cargos de Ministro de Interior entre 1970 y 1971 bajo la presidencia de Ahmad al-Khatib.
Khleifawi murió el 14 de marzo de 2009.